# Réseau des défenseurs des droits humains en Afrique centrale
Le Réseau des défenseurs des droits humains en Afrique centrale est une organisation non gouvernementale, qui se concentre sur les droits et la protection des défenseurs des droits de l'homme en Afrique centrale.

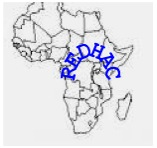
Protection, Promotion, Plaidoyer

## Membres
L’Afrique centrale compte 10 pays, mais le REDHAC couvre l’étendue de huit des pays de l’Afrique centrale à savoir : la République démocratique du Congo, le Cameroun, le Tchad, le Gabon, la République centrafricaine, la République du Congo, la Guinée équatoriale et Sao Tomé & Principe. Le Burundi et le Rwanda ayant rejoint le Réseau de l’Est et de la Corne de l'Afrique.

## Objectifs
Objectif global : 	
- Assurer la reconnaissance du statut et la protection des défenseurs des droits de l’homme.

Objectifs spécifiques :	
- Contribuer à renforcer les capacités des défenseurs des droits humains pour leur sécurité et protection dans leur travail ;
- Mener un plaidoyer efficace en faveur des défenseurs ;
- Enquêter et analyser la situation des défenseurs ;
- Trouver des ressources nécessaires pour les activités du REDHAC.

## Structure
Le Réseau se compose de l'assemblée générale, le conseil d’administration, les huit points focaux dans les différents pays, qui animent le Réseau,, et le Secrétariat permanent, dont le siège est à Douala, Cameroun. 

## Activités
De nombreuses initiatives ont été prises pour mener un plaidoyer efficace pour les défenseurs des droits de l’homme. 
Le REDHAC envoie des communiqués de presse chaque fois qu’un défenseur des droits de l’homme est en danger en Afrique centrale. Également, le Réseau secourt les défenseurs avec des moyens financiers et juridiques. De plus, les membres du Réseau ont à plusieurs reprises pris part aux séminaires et réunions a l’étranger et au pays, de même qu’à des émissions de télé et des interviews des radios ou ils parlent et répondent à des questions liées aux droits de l’homme et des défenseurs des droits humains au Cameroun et en Afrique centrale.
À la suite de nombreux cas de torture révélés par la presse au Cameroun, le RHEDAC demande une enquête publique.

## Tensions avec le ministre de l'Administration territoriale
Le bras de fer entre le ministre de l’Administration territoriale du Cameroun et le réseau des droits humains en Afrique centrale dirigé par Maxime Milan Gambe franchi un nouveau cap le 6 décembre 2024 avec l’interdiction des activités de l’ONG. Cette décision se compose de 2 volets, la suspension du REDHAC pour 3 mois et la déclaration de nullité juridique en raison d’un défaut d’autorisation et d’activité jugée nuisible à l’intégrité du système financier national. Ces dernières mesures entraînent une interdiction définitive des opérations de l’ONG sur le territoire camerounais. Le ministre Atanga Nji accuse le REDHAC des financements illicites et exorbitants qui ne correspondent pas à ses activités déclarées. Il évoque un non-respect des lois régissant les organismes à but non lucratif et un manque de transparence sur l’utilisation des fonds reçus dans les arrêtés portant suspension. Il est mentionné que la décision repose sur des investigations avec une correspondance venant de l’Agence nationale d’investigation financière en date du 7 juin 2021 s’appuyant sur des accusations formulées par le ministre contre le REDHAC et d’autres ONG en juin 2020. À cette date, Paul Atanga Nji avait organisé une conférence de presse où il accusait REDHAC d’être en collusion avec des acteurs étrangers pour déstabiliser le Cameroun.
Il avait alors déclaré que plusieurs organisations non gouvernementales,es dont Human Rights Watch international, étaient impliqués dans une démarche conspirationniste visant à discréditer les forces de défense et à semer le chaos dans le pays. Le ministre avait demandé aux ONG concernés de produire le rapport d’activité pour les années 2017 - 2018 et 2018 - 2019 dans un délai de 60 jours. Ces accusations avaient suscité une vive réaction du REDHAC dont la coordonnatrice Maximilienne Ngo Mbe avait annoncé son intention de porter plainte contre le ministre. 4 ans plus tard, Paul Atanga Nji revient à la charge en suspendant à nouveau le REDHAC en réaction à cette interdiction. Maximilienne Ngo Mbe  exprime sur sa page Facebook sa détermination à ne pas se laisser faire face à cette décision. Le conflit illustre les tensions sur les questions de liberté d’association et les conditions d’opération des organisations non gouvernementales au Cameroun. 
Maitre Alice Nkom, la doyenne des avocats du Cameroun, déchire le scellé mis devant les locaux du RHEDAC. Elle reçoit dans la foulée une convocation du préfet.
Le lendemain, une chaine en fer avec cadenas est de nouveau posée pour re-sceller le local.